# Бондарево (Усвятський район)
Бондарево (рос. Бондарево) — присілок в Усвятському районі Псковської області Російської Федерації.
Населення становить 26 осіб. Входить до складу муніципального утворення Усвятська волость.

## Історія
Від 2015 року входить до складу муніципального утворення Усвятська волость.

## Населення
| 2001 | 2002 | 2010 |
| ---- | ---- | ---- |
| 43   | ↘36  | ↘26  |